# جمال مروان
جمال مروان رجل أعمال مصري، وصاحب قنوات ميلودي. هو ابن أشرف مروان ومنى عبد الناصر، ابنة الرئيس المصري الراحل جمال عبد الناصر. تزوج جمال من الفنانة اللبنانية قمر، التي أنجبت منه ابنها «جيمي»، وخاضت قمر معارك قضائية لإثبات نسب ابنها إلى جمال مروان، إلا أن المحكمة قضت ببقاء الطفل مجهول النسب، بعد أن عجزت عن تقديم شهود يثبتون واقعة الزواج.

## وصلات خارجية
- جمال مروان على موقع IMDb (الإنجليزية)
- جمال مروان على موقع قاعدة بيانات الأفلام العربية